# Mountain Home Air Force Base
Mountain Home AFB é uma Região censo-designada localizada no estado americano de Idaho, no Condado de Elmore.

## Demografia
Segundo o censo americano de 2000, a sua população era de 8894 habitantes.

## Geografia
De acordo com o United States Census Bureau tem uma área de
25,7 km², dos quais 25,7 km² cobertos por terra e 0,0 km² cobertos por água.

## Localidades na vizinhança
O diagrama seguinte representa as localidades num raio de 68 km ao redor de Mountain Home AFB.